# ロレンソ (曲)
『ロレンソ』（スペイン語:Lorenzo）はアグスティン・バルディ作曲のタンゴ。

## 概要
1917年の曲。
歌詞はついておらず、素朴なメロディーがつけられている。フランシスコ・カナロ楽団、マリアーノ・モーレス楽団のレコード録音が存在する。
YouTubeにも、いくつかアップロードされている